# Miyazaki (Giappone)
Miyazaki (宮崎市?) è la capitale della prefettura omonima sull'isola di Kyūshū, in Giappone.
Nel 2003 la città aveva 307 742 abitanti con una densità di 1.072,42 per km² su un'area di 286,96 km²
Fu fondata il 1º aprile 1924.

## Amministrazione

### Gemellaggi
- Boeun, dal 6 agosto 1993
- Kashihara, dall'11 febbraio 1966
- Huludao, dal 16 maggio 2004
- Virginia Beach, dal 25 maggio 1992
- Waukegan, dal 3 maggio 1990